# Монтегю, Эдвард, 2-й граф Манчестер
 Эдвард Монтегю, 2-й граф Манчестер (англ. Edward Montagu, 2nd Earl of Manchester; 1602 — 5 мая 1671) — британский дворянин, военный и государственный деятель. Он был видным командующим парламентскими войсками в Первой гражданской войне в Англии и некоторое время начальником Оливера Кромвеля.

## Ранняя жизнь
Родился в 1602 году. Старший сын Генри Монтегю, 1-го графа Манчестера (ок. 1563—1542), от его первой жены Кэтрин Спенсер (1586—1612), дочери сэра Уильяма Спенсера (? — 1609) из Ярнтона, Оксфордшир. Он получил образование в колледже Сиднея Сассекса в Кембридже (1618—1622).

## Карьера
Эдвард Монтегю сопровождал принца Карла во время его поездки в 1623 году в Габсбургскую Испанию в погоне за испанским браком. Он был членом парламента от Хантингдоншира в «Счастливом парламенте» 1623—1624 годов, «Бесполезном парламенте» 1625 года и парламенте 1625—1626 годов. Во время коронации Карла I Стюарта в феврале 1626 года Эдвард Монтегю был произведён в рыцари Ордена Бани, чтобы вознаградить его за службу Карлу в Испании. В мае 1626 года, с помощью Джорджа Вильерса, 1-го герцога Бекингема, Эдвард Монтегю был призван в Палату лордов, получив от своего отца баронство Кимболтон и будучи назван виконтом Мандевилем в качестве титула учтивости, поскольку его отец был пожалован титулом графа Манчестера в феврале, когда созывался парламент.
Его первая жена, которая была в родстве с герцогом Бекингемом, умерла в 1625 году после двух лет брака, виконт Мандевиль женился в 1626 году на Энн Рич, дочери Роберта Рича, 2-го графа Уорика.
Влияние его тестя, который впоследствии был адмиралом на стороне парламента, привлекло виконта Мандевиля на сторону народа в спорных с короной вопросах, и в начале Долгого парламента он был одним из признанных лидеров народной партии в Верхней палате, его имя было присоединено к имени пяти членов Палаты общин, которым король объявил импичмент в 1642 году. В начале Гражданской войны, сменив отца в графстве в ноябре 1642 года, граф Манчестер командовал полком в армии Роберта Деверё, 3-го графа Эссекса. В августе 1643 года он был назначен генерал-майором парламентских сил в восточных графствах (Восточная ассоциация), а Оливер Кромвель — его заместителем. Вскоре он назначил своего провост-маршала Уильяма Доусинга иконоборцем, объезжая церкви Саффолка и Кембриджшира, уничтожая все «папистские» и «суеверные» образы, а также такие элементы, как алтарные преграды.
Став членом Комитета Обоих королевств в 1644 году, Эдвард Монтегю был верховным командующим в битве при Марстон-Муре, но в последующих операциях недостаток энергии привел его к разногласиям с Оливером Кромвелем, и в ноябре 1644 года он решительно выразил свое неодобрение продолжению Гражданской войны. Осенью 1644 года Оливер Кромвель представил парламенту недостатки графа Манчестера, а в апреле следующего года, предвидя указ о самоотречении, граф Манчестер подал в отставку. Он принимал ведущее участие в частых переговорах о заключении соглашения с королем Карлом, был хранителем в 1646—1648 годах вместе с Уильямом Лентхоллом Большой печати и часто председательствовал в Палате лордов. Он выступал против суда над королем и удалился от общественной жизни во время Республики, но после Реставрации, которой он активно содействовал, был награжден от нового короля Карла II. В 1660 году он был выдвинут Палатой лордов в качестве одного из уполномоченных по Великой печати Англии. В 1667 году он был произведён в генералы и умер 5 мая 1671 года. Граф Манчестер был произведён в рыцари Ордена Подвязки в 1661 году, а в 1667 году стал членом Королевского общества.
Люди столь разных симпатий, как Бакстер, Бернет и Кларендон, сходились во мнении, что граф Манчестер — милый и добродетельный человек, любящий мир и умеренность как в политике, так и в религии.

## Личная жизнь
Лорд Манчестер был пять раз женат, оставив детей от двух своих жен. 6 февраля 1623 года он женился на Сюзанне Хилл. Она была дочерью Джона Хилла и Дороти (урожденной Бомон) Хилл (дочь Энтони Бомонта из Гленфилда и сестра Мэри Вильерс, графини Бекингем). Через свою тетю Сюзанна была двоюродной сестрой Джорджа Вильерса, 1-го герцога Бекингема. Детей у них не было.
Во-вторых, 1 июля 1625 года Эдвард Монтегю женился на леди Энн Рич (1604—1642), дочери Роберта Рича, 2-го графа Уорика (1587—1658), и Фрэнсис Хаттон (дочери и наследницы сэра Уильяма Ньюпорта, который позже взял фамилию Хаттон, чтобы унаследовать поместья своего дяди, сэра Кристофера Хаттона). До ее смерти 16 февраля 1642 года они стали родителями троих детей:
- Роберт Монтегю, 3-й граф Манчестер (1634—1682), женился на Энн Йелвертон, единственной дочери сэра Кристофера Йелвертона, 1-го баронета.
- Леди Фрэнсис Монтегю , которая вышла замуж за Генри Сондерсона.
- Леди Энн Монтегю (? — 1689), которая вышла замуж за своего троюродного брата Роберта Рича, 5-го графа Уорика, сына Генри Рича, 1-го графа Холланда.

20 декабря 1642 года, через десять месяцев после смерти своей второй жены, граф Манчестер женился на её двоюродной сестре, Эссекс (? — 1658), леди Бевилл. Она была вдовой сэра Томаса Бевила и дочерью сэра Томаса Чика и бывшей леди Эссекс Рич (дочери Роберта Рича, 1-го графа Уорика). Перед её смертью 28 сентября 1658 года у них родилась дочь:
- Леди Эссекс Монтегю (1643—1677), которая в 1661 году вышла замуж за Генри Ингрэма, 1-го виконта Ирвина (1641—1666).

В июле 1659 года лорд Манчестер женился на Элеонор (? — 20 января 1666/1667), вдовствующей графине Уорик, в качестве своей четвертой жены. Элеонора, мачеха его второй жены, была дочерью сэра Ричарда Уортли и сестрой сэра Фрэнсиса Уортли, 1-го баронета. К моменту их свадьбы она трижды овдовела: первым её мужем был сэр Генри Ли, 1-й баронет, второй — Эдвард Рэдклифф, 6-й граф Сассекс и, наконец, третий — Роберт Рич, 2-й граф Уорик. У графа и графини Элеонор не было общих детей.
После смерти своей четвертой жены в 1666 году лорд Манчестер 31 июля 1667 года женился в пятый и последний раз на Маргарет, вдовствующей графине Карлайл. Маргарет, вдова Джеймса Хэя, 2-го графа Карлайла, была третьей дочерью Фрэнсиса Рассела, 4-го графа Бедфорда, и Кэтрин Бриджес (вторая дочь и сонаследница Джайлса Бриджеса, 3-го барона Чандоса). Маргарет пережила его и умерла в 1676 году.

## Титулы
- 2-й граф Манчестер, графство Ланкастер (с 7 ноября 1642)
- 2-й виконт Мандевиль (с 7 ноября 1642)
- 2-й барон Кимболтон из Кимболтона, графство Ланкастер (с 22 мая 1626).

## Изображение в фильме
Манчестер был изображен актером Робертом Морли в фильме 1970 года «Кромвель». Он неточно изображен сидящим в Палате общин в присутствии Кромвеля, хотя он был членом Палаты лордов с 1626 года.